# Agonostomus telfairii
Agonostomus telfairii és una espècie de peix de la família dels mugílids i de l'ordre dels mugiliformes.

## Morfologia
- Els mascles poden assolir 75 cm de longitud total.[1][2]

## Reproducció
És ovípar i els ous pelàgics.

## Hàbitat
És un peix de clima tropical i pelàgic-nerític.

## Distribució geogràfica
Es troba a Madagascar, Maurici, Reunió, les Comores i les Seychelles.

## Ús comercial
Es comercialitza fresc.

## Observacions
És inofensiu per als humans.